# Staffan Olsson
 Denne artikel omhandler håndboldspilleren. Opslagsordet har også en anden betydning, se Bosson.
Staffan Olsson (født 26. marts 1964 i Uppsala, Sverige) er en pensioneret svensk håndboldspiller, der især huskes for sin karriere hos tyske THW Kiel og det svenske håndboldlandshold. Han fungerer nu som landstræner for det hollandske herrelandshold. Han har tidligere været assistenttræner for den franske topklub Paris Saint-Germain og har tidligere trænet Hammarby IF samt det svenske landshold. Han var altid let genkendelig med sit lange hår.

## Landshold
Olsson nåede i sin karriere at spille 357 landskampe og scorede 852 mål for det svenske landshold, og var blandt andet med til at vinde to VM og fire EM-guldmedaljer samt tre OL-sølvmedaljer.

### Træner
Fra 2008-2025 har han været en del af trænerteamet på det svenske herrelandshold i håndbold.